# Phyllachora elionuri
Phyllachora elionuri är en svampart som beskrevs av Doidge 1942. Phyllachora elionuri ingår i släktet Phyllachora och familjen Phyllachoraceae.   Inga underarter finns listade i Catalogue of Life.